# Призма Аббе — Кёнига

На этом изображении нижний левый и правый углы призмы не нужны и были обрезаны для уменьшения веса.

Призма Аббе — Кёнига — это тип отражающей призмы, используемой для инвертирования изображения то есть поворота на 180 °. Для этой цели они обычно используются в биноклях и некоторых телескопах. Призма названа в честь Эрнста Аббе и Альберта Кёнига.
Призма состоит из двух стеклянных призм, которые оптически склеены вместе, образуя симметричную неглубокую V-образную форму. Свет попадает в одну грань при нормальном падении, внутренне отражается от грани с наклоном 30 °, а затем отражается от секции «крыши» (нем. Dach) (состоящей из двух граней, встречающихся под углом 90 °) в нижней части призмы. Затем свет отражается от противоположной грани под углом 30 ° и выходит снова при нормальном падении.
Полный эффект внутренних отражений — перевернутое изображение как по вертикали, так и по горизонтали. Это приводит к вращению на 180 ° изображения (без изменения изображения в чётности) и позволяет использовать призмы в качестве системы смещения изображений. В отличие от более распространённой конфигурации двойной призмы Порро, призма Аббе — Кёнига не смещает выходной луч от входного, что делает её выгодной для некоторых приборов. Призма также менее громоздка, чем двойная конструкция Порро.
Данную призму иногда просто называют «призмой с крышей», хотя это неоднозначно, потому что существуют другие призмы с крышей, такие как конструкции Амичи и Шмидта — Пехана.
Вариант призмы Аббе — Кенига заменяет «верхнюю» часть призмы одной отражающей поверхностью с зеркальным покрытием. Этот тип призмы переворачивает изображение по вертикали, но не по горизонтали, изменяя направленность изображения в противоположную сторону.